# Michio Takeyama
Œuvres principales
La Harpe de Birmanie (1946)
Michio Takeyama (Takeyama Michio), né le 17 juillet 1903 à Osaka et mort le 15 juin 1984 à Kamakura, est un écrivain, essayiste, critique littéraire, traducteur et professeur de littérature allemande de nationalité japonaise. Son roman La Harpe de Birmanie (Biruma no tategoto), paru en 1946, est un classique de la littérature d'enfance et de jeunesse.

## Biographie
Dès l'enfance, Michio Takeyama - son père est employé d'une grande banque japonaise - vit loin de son pays natal. De 1907 à 1913, il habite à Gyeongseong, l'actuelle Séoul, en Corée, alors sous domination japonaise. Titulaire d'un diplôme de littérature allemande de l'Université impériale de Tokyo, le Ministère de l'Éducation lui offre la possibilité de poursuivre ses études, durant trois ans, à Paris puis à Berlin.
Revenu dans son pays, en 1932, Michio Takeyama enseigne la langue et la littérature allemandes à Tokyo. Il traduit également des œuvres de Goethe, de Nietzsche, d'Ibsen et surtout d'Albert Schweitzer, dont les valeurs humanistes imprègnent ses propres écrits.
En dépit de ses liens étroits avec la culture et le peuple allemands, il manifeste une réelle antipathie à l'égard du Pacte tripartite signé entre son pays, l'Allemagne et l'Italie (septembre 1940). Il publie, sur ce sujet, un éditorial avec, comme titre, cette question : Doitsu atarashiki chūsei ? (L'Allemagne retourne-t-elle à l'âge médiéval ?), dans lequel il critique les dérives totalitaires.
En 1944, Takeyama déménage à Kamakura (préfecture de Kanagawa), à la suite de la destruction de son appartement par les raids de l'aviation alliée. Il vivra, désormais, dans cette ville jusqu'à sa mort, survenue en 1984.
Michio Takeyama est devenu célèbre grâce à son roman La Harpe de Birmanie (Biruma no tategoto), publié en feuilleton dans Akatonbo, un magazine principalement destiné aux enfants, dès 1946. Il sera édité en 1948 par Yasuko Takeyama et recevra le prix culturel des éditions Mainichi. Le cinéaste Kon Ichikawa en réalisera une adaptation filmée en 1956 qui recevra le prix San Giorgio au Festival de Venise. Inspiré par des récits authentiques, devenu un classique de la littérature contemporaine japonaise, La Harpe de Birmanie est une dénonciation des conséquences du militarisme et un vibrant appel à la paix et à l'amitié entre les peuples.
En 1951, Takeyama renonce à son poste d'enseignant pour se consacrer entièrement au métier de critique littéraire. Il crée, d'ailleurs, en 1959 un magazine littéraire Jiyu (Liberté), en association avec sa collègue Taiko Hirabayashi. Il a écrit des essais comme Yoroppa no Tabbi (Voyages en Europe) et Maboroshi to Shinjitsu : Watashi no Sobieto Kembun (Fantasme et vérité : mes observations de l'Union soviétique) dans lesquels il manifeste une grande liberté de jugement. Koto Henreki Nara (Pèlerinage dans l'ancienne capitale Nara) et Nihojin de Bi (Le Japonais et la Beauté) révèlent, quant à eux, une intime connaissance des arts classiques du Japon et une profonde compréhension de la littérature européenne.

## Œuvre traduite en français
- Biruma no tategoto (1946) Publié en français sous le titre La Harpe de Birmanie, traduit par Hélène Morita, avec le concours de Yasuko Takeyama et du Japan Foreign Rights Center, Paris, éditions Le Serpent à Plumes, coll. « Fiction étrangère », 2002  (ISBN 2-84261-342-2) ; réédition, Paris, Le Serpent à Plumes, coll. « Motifs » no 269, 2006  (ISBN 2-268-05967-7)

## Adaptation cinématographique
- 1956 : La Harpe de Birmanie (Biruma no tategoto), film japonais réalisé par Kon Ichikawa